# 版籍奉還
版籍奉還（はんせきほうかん）は、明治維新の一環として全国の藩が、所有していた土地（版）と人民（籍）を朝廷に返還した政治改革。明治2年6月17日（1869年7月25日）に勅許された。

## 経緯

### 府藩県三治制
明治維新で発足した新政府は、旧幕府や戊辰戦争で敵対した諸藩の領地を接収し、直轄地として支配した。
戊辰戦争中の慶応4年（明治元年）1月から4月（1868年2月から5月）にかけて、新政府は直轄地の統治機関として裁判所を設置した。続いて同年閏4月21日（6月11日）には、政体書で府藩県三治制が定められた。一方で、この明治元年の段階では、藩は府県と並ぶ地方機関と位置づけられ、直轄地以外の諸藩の本領は安堵されてその領主権に大きな制約は加えられなかった。

#### 藩
「藩」や「幕藩体制」は歴史学の用語で、江戸時代に「藩」と一部の学者などが書物などで大名の領地を表現する時使うだけだった。
幕末になると大名を中国式に「諸侯」と呼ぶ事が習慣化された。大名の領地も中国式に「藩」と言う事がが増えていった。それでも「藩」という語が行政区の名称として公式に使用されたのは明治維新後で、廃藩置県で藩が消滅するまでわずか2年程度のことだった。

### 新政府内での版籍奉還論の形成
新政府では、薩摩藩の寺島宗則や森有礼、長州藩の木戸孝允や伊藤博文らが封建的な幕藩体制の限界を指摘し、その改変を主張した。
慶応3年(1867年)11月、薩摩藩の寺島宗則が土地と人民を朝廷に返還するよう求める建白書を藩主の島津忠義に提出した。島津忠義は、慶応4年2月に親兵創設の費用として10万石を「返献」している。
慶応3年(1867年)12月、長州藩の木戸孝允は第二次長州征討で長州藩が占領していた豊前・石見を朝廷に返還するよう藩に提案した。長州藩は、慶応4年1月に豊前・石見の返上願を出し、それをうけた新政府は、長州藩の預地とするよう指示した。
木戸孝允は、慶応4年（1868年）の2月と7月に版籍奉還の必要を建言している。伊藤博文は兵庫県知事を務めていた明治元年（1868年）10月に、木戸と同様の郡県制論と、戊辰戦争後の凱旋兵士を再編して新政府軍の常備軍とする意見書を出し、明治2年正月には同じ趣旨の国是綱目（兵庫論）を提出している。その間、明治元年11月に姫路藩主の酒井忠邦は、伊藤博文の建白と連携する形で版籍奉還の建白書を提出した。

### 諸藩の状況
この頃、日本中の諸藩では、財政問題や戊辰戦争における藩内の内紛があった。江戸時代、各藩主は代替わりごとに領地の所有を将軍に承認されていたが、徳川幕府の瓦解によって領地所有の法的根拠が失われていた。また、戊辰戦争においては近代兵器を用いた戦争に藩主はほとんど指導力を発揮できず、藩内において藩主の権威が失墜していた。さらに、戦乱による被害と藩の権威の低下により、戦闘の場となった関東や東北などでは農民一揆が続発して年貢の徴収も滞りがちであった。
酒井忠邦が版籍奉還の建白書を提出した背景にも藩内の内紛があった。姫路藩では、戊辰戦争において朝敵とされた徳川家の処遇や、徳川家と酒井家の主従関係が否定される事に不満を抱いた元藩主酒井忠績（江戸幕府最後の大老）が明治元年5月に独自に所領没収を嘆願する嘆願書を新政府に提出し、その結果、同藩の佐幕派が粛清される事件が起きた。その後実権を握った尊王派は、急進的な国政改革を志向するとともに、忠績の路線を吸収する形で藩制度を改革してより中央の統制が働く県への移行を求める建白書を提出した。

### 版籍奉還の上表
明治2年1月14日、薩摩藩の大久保利通、長州藩の広沢真臣、土佐藩の板垣退助が京都円山端寮で、薩摩藩の吉井友実が持参した草稿を元に版籍奉還についての会合を行った。3藩は合意し、肥前藩を加えた薩長土肥4藩の藩主、薩摩藩の島津忠義、長州藩の毛利敬親、土佐藩の山内豊範、肥前藩の鍋島直大が連名で新政府に対して明治2年1月20日に版籍奉還の上表を提出した。上表は、国立公文書館で公開されている。
版籍奉還の上表では、王土王民思想を大義名分に掲げて諸侯が土地や人民を「安ゾ私ニ有スベケンヤ」（私有すべきではない）とする一方で、「朝廷其宜ニ処シ、其与フベキハ之ヲ与ヘ其奪フ可キハコレヲ奪ヒ」とし、土地や人民の所有の結末についてはあいまいに表現した。
その後、諸藩からの奉還上表の提出が相次いだ。1月28日までに鳥取藩、佐土原藩、越前藩、熊本藩、大垣藩などが提出し、5月3日までにはわずかの藩を除く262藩主が提出した。当時新政府にいた大隈重信は、諸藩はいったん返上した土地や人民は政府から再交付されると期待あるいは誤解していたという見解を回想録に記している
新政府は薩長土肥の上表を「忠誠の志、深叡感被思食候」とし、天皇の東京再幸後に改めて会議を開き公論を集めて決定するとした。東京再幸は明治2年3月末に行われた。

### 侯伯大会議の開催
明治2年5月21日、政府は五等官以上の官員や親王、公卿などを東京城大広間に集め、上局会議を開催した。この会議では、皇道興隆、蝦夷地開拓とともに、知藩事被任の件が諮詢され、版籍奉還の意見交換が行われた。
各藩の公議人を議員とした公議所では森有礼の提案により、将来の選ぶべき方向を封建と郡県のどちらにするのかが議論された。諸藩の反応は、郡県制が103藩、封建制が102藩であった。郡県制を主張するのは、藩体制の維持が困難となっていた中小藩が多かった。

### 版籍奉還の実施
明治2年6月17日に版籍奉還は勅許された。同日、太政官達「公卿諸侯ノ稱ヲ廢シ改テ華族ト稱ス」が公布され、華族制度が創設された。旧藩主の諸侯285家は公卿142家と同時に華族に列せられた。士分の藩士は藩主一門の別家を含めて士族とされた。
版籍奉還により、藩主が非世襲の知藩事に任命されたが、例外として、御三卿で維新立藩したばかりの田安藩と一橋藩は版籍奉還するも、旧藩主は知藩事に任命されず廃藩を命じられた。一方で知藩事と陪臣であった藩士が、同じ朝廷（明治政府）の家臣（「王臣」）とされる事で朱子学に基づいた武士道（近代以後の「武士道」とは違う）によって位置づけられてきた主君（藩主）と家臣（藩士）の主従関係を否定することになるものであり、諸藩の抵抗も予想された。そこで版籍奉還の実施に際してはその意義については曖昧な表現を用いてぼかし、公議所などの諸藩代表からなる公議人に同意を求めた。もっとも、公議所では賛否の両論が伯仲したため、半数弱の公議人の署名による両論折衷の答申を出し、政権から失望されている。これに前後して戊辰戦争の恩賞である賞典禄について定めることで倒幕に賛同した藩主や藩士を宥めて不満を逸らした。
このため藩の中には「将軍の代替わりに伴う知行安堵を朝廷が代わりに行ったもの」と誤解する者もあり、大きな抵抗も無く終わった。

### 奉還後
地方知行が廃止され、一律に蔵米知行とすることが義務化された。各藩の財政や統計の報告が命じられ、知藩事の家禄は各藩の全体収入の10分の1と定められた。また全体収入の9%を陸海軍費とすることが定められ、その中から半分の4.5%を海軍費として政府に上納することが課された。加えて、戊辰戦争で悪化した藩財政を建て直すための禄制改革が政府から命じられ、高禄の上士層を中心に禄高が削減された。
知藩事と藩士の主従関係が形式上は否定され、政府が藩士を登用する際には藩に問い合わせることなく行うようになった。また、従来の家老に相当する参事は奏任官とされ、政府から下される官記により正式に任命されることとなった。
江戸時代は財政などの藩の内情の幕府への報告は求められず、藩内人事や俸禄も原則としては藩の専権事項であったが、版籍奉還により中央集権化が進むこととなった。

### 年表
日付はいずれも旧暦。
- 慶応4年（1868年）
  - 閏4月21日 - 新政府が政体書を発布、大名領を新たに「藩」とし、大名を「知藩事（藩知事）」に任命して、諸侯が統治するかたちを残す府藩県三治制を打ち出す。
  - 9月8日 - 明治改元。
  - 10月28日 - 藩行政と家臣の分離を定める藩治職制を設け[11]、政府による藩統制を行う。
- 明治2年（1869年）
  - 1月 - 伊藤博文、陸奥宗光らが6箇条からなる『国是綱目』の建白書を提出する。
  - 1月20日 - 新政府樹立を主導した薩摩・長州・土佐・肥前の4藩が建白書を提出する。
  - 5月13日 - 上局・公議所において諮問が行われる。
  - 6月17日 - 主要大藩を含む諸藩の版籍奉還が聴許。
  - 6月25日 - この日までに262藩の奉還が聴許。政府が諸藩に「諸務変革のための十一ヶ条」を命令する。これにより諸藩は、石高・物産・税高・人口・戸数などの統計を取り報告し、知藩事の家禄を藩歳入の1割とする義務を負った。
- 明治3年（1870年）
  - 8月2日 - この日までにすべての藩（計274藩、総草高1904万6千石、現石926万1千石）の奉還が聴許。
  - 9月10日 - 藩制布告。陸海軍費を藩歳入の9%とし、そのうち半分を海軍費として上納することが定められた[12]。
- 明治4年（1871年）
  - 2月2日 - 薩長土三藩から藩兵を献上させ、御親兵を設けることが決定。
  - 7月14日 - 廃藩置県の詔書が在京中の知藩事に伝達され、府県制が確立する。

## 実施日一覧
以下一覧中：
- 日付はいずれも旧暦。
- ∆ は、幕府崩壊後に新政府のもとで新規に立藩した藩。
- † は、諸々の理由から廃藩置県の前にすでに廃藩になった、あるいは本藩と統廃合された藩。
- → は、幕府崩壊後から廃藩置県に至る3年間における藩名称の変遷。

| 6月17日  | - 仙台藩 - 白石藩∆† → 盛岡藩† - 久保田藩 → 秋田藩 - 米沢藩 - 米沢新田藩† - 水戸藩 - 佐倉藩 - 前橋藩 - 新発田藩 - 高田藩 - 富山藩 - 加賀藩 → 金沢藩 - 大聖寺藩 - 福井藩 - 小浜藩 - 大垣藩 - 駿府藩 → 静岡藩 - 尾張藩 → 名古屋藩 - 津藩 - 彦根藩 - 淀藩 - 郡山藩 - 姫路藩 - 紀州藩 → 和歌山藩 - 鳥取藩 - 鳥取東館新田藩 → 鹿奴藩† - 鳥取西館新田藩 → 若桜藩† - 松江藩 - 津山藩 - 岡山藩 - 備後福山藩 - 広島藩 - 長州藩 → 山口藩 - 高松藩 - 伊予松山藩 - 宇和島藩 - 土佐藩 → 高知藩 - 香春藩（小倉藩） → 豊津藩 - 福岡藩 - 久留米藩 - 佐賀藩 - 熊本藩 - 鹿児島藩                |
| 6月19日  | - 三春藩 - 棚倉藩 - 二本松藩 - 新庄藩 - 笠間藩 - 土浦藩 - 古河藩 - 柴山藩 → 松尾藩 - 菊間藩 - 鶴舞藩 - 館林藩 - 高崎藩 - 小田原藩 - 丸岡藩 - 上田藩 - 松本藩 - 郡上藩（八幡藩） - 三河吉田藩 → 豊橋藩 - 岡崎藩 - 西尾藩 - 伊勢亀山藩 - 膳所藩 - 岸和田藩 - 亀岡藩 → 丹波亀山藩 - 篠山藩 - 宮津藩 - 明石藩 - 龍野藩 - 丸亀藩† - 大洲藩 - 中津藩 - 臼杵藩 - 岡藩 - 秋月藩 - 対馬府中藩 → 厳原藩 - 唐津藩 - 平戸藩 - 島原藩 - 延岡藩 - 飫肥藩 |
| 6月20日  | - 一関藩 - 上山藩 - 関宿藩 - 久留里藩 - 長尾藩 - 烏山藩 - 壬生藩 - 安中藩 - 沼田藩 - 村松藩 - 大野藩 - 鯖江藩 - 高島藩（諏訪藩） - 高遠藩 - 岩村藩 - 加納藩 - 高須藩† - 重原藩 - 犬山藩 - 鳥羽藩 - 水口藩 - 高槻藩 - 尼崎藩 - 三田藩 - 高取藩 - 園部藩 - 福知山藩 - 丹後田辺藩 → 舞鶴藩 - 出石藩 - 紀伊田辺藩 - 紀伊新宮藩 - 広瀬藩 - 足守藩 - 西条藩 - 今治藩 - 伊予吉田藩 - 杵築藩 - 日出藩 - 高鍋藩 - 佐土原藩 |
| 6月22日  | - 八戸藩 - 相馬中村藩 - 泉藩 - 守山藩 → 松川藩 - 本荘藩 - 亀田藩 - 矢島藩∆ - 出羽松山藩 → 松嶺藩 - 天童藩 - 常陸松岡領 → 松岡藩∆ - 下館藩 - 常陸府中藩 → 石岡藩 - 谷田部藩 → 茂木藩 - 結城藩 - 飯野藩 - 佐貫藩 - 黒羽藩 - 佐野藩 - 伊勢崎藩 - 小幡藩 - 岩槻藩 - 越後長岡藩† - 与板藩 - 越前勝山藩 → 勝山藩 - 田野口藩 → 竜岡藩† - 飯山藩 - 今尾藩∆ - 挙母藩 - 刈屋藩 → 刈谷藩 - 西大路藩（仁正寺藩） - 大溝藩† - 綾部藩 - 柏原藩 - 豊岡藩 - 赤穂藩 - 美作勝山藩 → 真島藩 - 庭瀬藩 - 新見藩 - 府内藩 - 佐伯藩 - 人吉藩                                                        |
| 6月23日  | - 湯長谷藩 - 長瀞藩 → 大網藩 → 龍ヶ崎藩 - 牛久藩 - 志筑藩∆ - 多古藩 - 一宮藩 - 鶴牧藩 - 安房勝山藩 → 加知山藩 - 大田原藩 - 吹上藩 - 足利藩 - 七日市藩 - 武蔵金沢藩 → 六浦藩 - 荻野山中藩 - 三根山藩 → 嶺岡藩 - 岩村田藩 - 須坂藩 - 信濃飯田藩 - 苗木藩 - 田原藩 - 岡部藩 → 半原藩 - 西端藩 - 菰野藩 - 神戸藩 - 近江宮川藩 - 山上藩 - 三上藩 → 吉見藩 - 麻田藩 - 伯太藩 - 小泉藩 - 田原本藩∆ - 村岡藩∆ - 山家藩 - 三草藩 - 三日月藩 - 岡田藩 - 成羽藩∆ - 森藩 - 福江藩 |
| 6月24日  | - 松前藩 → 館藩 - 弘前藩 - 盛岡新田藩† → 七戸藩∆ - 常陸宍戸藩†∆ - 下妻藩 - 麻生藩 - 生実藩 - 高岡藩 - 小見川藩 - 大多喜藩 - 金ヶ崎藩 → 桜井藩 - 小久保藩∆ - 館山藩 - 花房藩∆ - 宇都宮藩 - 吉井藩† - 川越藩 - 村上藩 - 三日市藩 - 黒川藩 - 椎谷藩 - 糸魚川藩 → 清崎藩 - 敦賀藩 → 鞠山藩† - 松代藩 - 高富藩 - 西大平藩 - 長島藩 - 狭山藩† - 丹南藩 - 柳生藩 - 柳本藩 - 芝村藩 - 櫛羅藩 - 峰山藩 - 小野藩 - 林田藩 - 山崎藩 - 安志藩 - 母里藩 - 津和野藩† - 鶴田藩（浜田藩） - 浅尾藩 - 徳島藩 - 多度津藩† - 小松藩 - 小倉新田藩 → 千束藩 - 柳河藩 - 下手渡藩 → 三池藩 - 大村藩 |
| 6月25日  | - 高徳藩 → 曽我野藩 - 堀江藩∆ - 久居藩 - 岡山新田藩 → 鴨方藩 - 岩国藩∆ - 徳山藩† - 清末藩 - 長府（長門府中）藩 → 豊浦藩 - 新谷藩 - 蓮池藩 - 小城藩 - 鹿島藩 |
| 6月29日  | - 山形藩 |
| 7月22日  | - 庄内藩 → 大泉藩 |
| 7月25日  | - 喜連川藩† |
| 8月13日  | - 黒石藩 |
| 8月19日  | - 磐城平藩 - 忍藩 |
| 9月20日  | - 桑名藩 |
| 10月23日 | - 大垣新田藩 → 野村藩 |
| 11月2日  | - 備中松山藩 → 高梁藩 |
| 12月7日  | - 小諸藩 |

| 1月12日 | - 岡山新田藩 → 生坂藩   |
| 2月24日 | - 久保田新田藩 → 岩崎藩 |
| 5月15日 | - 三戸藩∆ → 斗南藩      |
| 8月2日  | - 福本藩∆†              |